# Spinefarm Records
Spinefarm Records je finska diskografska kuća, koja uglavnom izdaje diskografska izdanja heavy metal izvođača. Od 2002. član je Universal Music Groupa, no djeluje neovisno. U 2007. pokrenuta je podružnica u UK-u, u sklopu koje su objavljena reizdanja albuma sastava Nightwish.

## Sastavi
Spinefarm Records sadrži pet pod-etiketa: Spinefarm, Spikefarm, Ranka, Ranch i Odor.
Neki od sastava:
| Spinefarm - Amorphis - Children of Bodom - Dark Tranquillity - Dead by April - DragonForce - Ensiferum - Eternal Tears of Sorrow - Finntroll - Five Finger Death Punch (samo UK) - For My Pain... - Impaled Nazarene - Kalmah - Killing Joke - MyGRAIN - Nightwish - Norther | - Rammstein - Satyricon - Sentenced - Sonata Arctica - Swallow the Sun - Tarja Turunen Spikefarm - Finntroll - Kalmah - Moonsorrow - Noumena Ranka - Timo Rautiainen & Trio Niskalaukaus - Turmion Kätilöt - Viikate |

## Službena stranica
- Službena stranica  Arhivirana inačica izvorne stranice od 27. veljače 2009. (Wayback Machine)